# Paranthropus aethiopicus
Paranthropus aethiopicus ili Australopithecus aethiopicus izumrla je vrsta hominida, jednog od robusnih australopitecina.

## Povijest
Prvi otkriveni primjerak vrste Australopithecus aethiopicus poznat je pod nazivom Omo 18. Taj primjerak, koji je također poznat i kao Paraustralopithecus aethiopicus, otkrili su francuski arheolozi Camille Arambourg i Yves Coppens na jugu Etiopije 1967. godine. Omo 18 predstavlja prethodnika KNM-WT 17000, kojeg je otkrio Alan Walker. Walkerov primjerak pronađen u Zapadnom jezeru Turkana (Kenija) 1985. godine, koji je poznat kao "Crna lubanja" zbog tamnog obojenja izazvanog visokom razinom mangana, jedan je od najranijih primjeraka robusnih pliocenskih hominida. Ključna osobina jedinke Omo 18 je ta da ima čeljust u obliku slova V, za razliku od ostalih primjeraka Australopithecusa. Iako je Omo 18 bio prva otkrivena lubanja te vrste, mnogi paleoantropolozi ignorirali su to otkriće na temelju toga da je sličan jednoj drugoj vrsti australopitecina. Nakon što je otkriven KNM-WT 17000 ponovo se probudio interes za primjerak Omo 18.

## Opis
Australopithecus aethiopicus svrstava se u grupu tzv. robusnih australopitecina. Robusni australopitecini dijele se na tri vrste, Australopithecus aethiopicus, Australopithecus robustus i Australopithecus boisei. U tijeku je debata o točnom filogenetskom porijeklu svake od te tri vrste. Robusni australopitecini dijele mnoge osobine lubanje i čeljusti, što možda ukazuje na zajednički evolucijski razvoj. Australopithecus aethiopicus ima bitne osobine koje ga razlikuju od ostalih robusnih australopitecina, uključujući i veću jagodičnu kost, proširene vertikalne djelove donje čeljusti (rami mandibulae) i lice s izraženijom čeljusti. Do tih razlika možda je došlo tijekom evolucije aethiopicusa, ali možda ukazuju i na to da A. aethiopicus ima drukčiju filogenetsku povijest od A. robustusa i A. boisei.
Starost lubanje utvrđena je na 2,5 milijuna godina, što znači da je starija od kasnijih oblika robusnih australopitecina. Antropolozi navode da je P. aethiopicus živio prije između 2,7 i 2,5 milijuna godina. Osobine su prilično primitivne i mnoge od njih su zajedničke s vrstom Australopithecus afarensis, stoga je vjerojatno da je P. aethiopicus bio njegov izravni potomak. Lice mu je imalo jednako istaknutu čeljust kao i kod A. afarensisa, a mozak mu je također bio dosta malen, sa zapreminom od 410 cm3.
Francuski paleontolozi su 1967. prvi put predložili tezu da nepotpuna donja čeljust bez zuba (Omo 18) pronađena u Etiopiji pripada vrsti P. aethiopicus. Pronađeni su donja čeljust i djelići zuba. P. aethiopicus je imao velik sagitalni greben i jagodičnu kost koji su predstavljali prilagodbe žvakanju tvrdih materijala (slično kao lubanje gorila). Malo se toga zna o toj vrsti, pošto su najbolji pronađeni ostaci "Crna lubanja" i donje čeljusti. Nema dovoljno materijala da bi se utvrdila njihova visina, ali moguće je da su bili visine Australopithecusa afarensisa.
Paranthropus aethiopicus se smatra megadontnim arhajskim homininom; pojam "megadont" odnosi se na ogromne krune njegovih kutnjaka i pretkutnjaka. Prvobitno otkriće bila je donja čeljust odrasle jedinke, bez zuba, iz formacije Shungura u regiji Omo u Etiopiji 1967. godine (Omo 18.18). Slojevi pepela iznad i ispod fosila stari su između 2,3 i 2,5 milijuna godina. Postoji samo jedna uglavnom potpuna lubanja tog hominina, pa je teško donijeti zaključke o njegovim fizičkim osobinama. Međutim, može se reći da je dostupna lubanja slična onoj vrste P. boisei, iako su sjekutići veći, čeljust izbočenija, a baza lubanje manje savijena.

## Debate o klasifikaciji
Mnogi se antropolozi ne slažu da je P. aethiopicus evoluirao i u Paranthropus boisei i Paranthropus robustusa, jer mu je lubanja sličnija onoj od A. afarensisa. Jedan trag koji čini P. aethiopicusa mogućim pretkom i P. boisei i P. robustusa je slična veličina čeljusti. Poznato je da je P. aethiopicus živio u mješovitim savanskim i šumskim staništima. Neophodno je još dokaza kako bi se točno opisala fiziologija P. aethiopicusa. Neobični primitivni oblik "Crne lubanje" pruža dokaze o tome da su P. aethiopicus i ostali australopitecini na evolucijskoj liniji hominida, koja se odvojila od linije roda Homo/ljudske linije.
Nekiznastvenici ne slažu se s klasifikacijom "Crne lubanje" kao ostatka vrste A. afarensis. Oni tvrde da činjenica da su hominidi kojima crna lubanja pripada živjeli u isto vrijeme kao i A. afarensis nije dovoljan dokaz da ih se grupira u jednu vrstu. Nije postignut jasan koncenzus u znanstvenoj zajednici po pitanju trenutne pozicije "Crne lubanje" na evolutivnom stablu hominida, pri čemu jedni predlažu da ona predstavlja vezu između P. africanusa i P. boisei, dok drugi smatraju da su P. africanus i KNM WT-17000 na odvojenim granama evolutivnog stabla hominida, a da je P. africanus na onoj grani od koje su potekli moderni ljudi.

## Vanjske poveznice
- Popis do sada pronađenih fosila Paranthropus aethiopicus, pristupljeno 21.srpnja 2014.